# Jean Meneses
Jean David „Takeshi” Meneses Villarroel (ur. 16 marca 1993 w Quillocie) – chilijski piłkarz występujący na pozycji skrzydłowego, reprezentant Chile, od 2024 roku zawodnik brazylijskiego Vasco da Gama.